# Aeroportul Wondai
Aeroportul Wondai (IATA: WDI) este un aeroport din Queensland, Australia.
Situat la o altitudine de 327 m, aeroportul dispune de o singură pistă.